# Troglocambarus maclanei
Genre
Espèce
Statut de conservation UICN

 NT  : Quasi menacé
Troglocambarus maclanei est une espèce d'écrevisses de la famille des Cambaridae, la seule du genre Troglocambarus.

## Distribution
Cette espèce est endémique de Floride, elle se rencontre dans les eaux souterraines du Nord de l'État.

## Référence
- Hobbs, 1942 : A generic revision of the crayfishes of the subfamily Cambarinae (Decapoda,. Astacidae), with the description of a new genus and species. American Midland Naturalist, vol. 28, n. 2, p. 334-357.